# Lost! (песня RM)
«Lost!» (стилизовано как «LOST!») — сингл южнокорейского рэпера RM из группы BTS, вошедшая в его второй студийный альбом Right Place, Wrong Person. Выпущена в качестве второго сингла 24 мая 2024 года на лейбле Big Hit Music. Музыкальное видео, снятое режиссёром Ауб Перри, было одновременно выпущено с синглом. Музыкальное видео получило признание критиков и множество наград в индустрии и коммерческих категориях, включая UK Music Video Awards.

## Предыстория и написание
После выпуска альбома Indigo RM столкнулся с ощущением незавершённости, несмотря на его признание критиками и коммерческий успех. Более года он чувствовал себя потерянным и даже отложил обязательную военную службу, чтобы глубже погрузиться в музыку, эмоции и чувства, которые позже легли в основу альбома Right Place, Wrong Person. Для RM период до создания альбома был насыщен взлётами и падениями, сопровождавшимися ощущением близкой мании, что привело к созданию сингла «Lost!».
Песня стала воплощением его чувств потерянности и отражала основную тему альбома. В течение динамичного года и трёх месяцев, наполненных ежедневными вызовами, RM почувствовал необходимость временно дистанцироваться от группы, чтобы понять свою идентичность вне BTS. Этот личный путь, связанный с ощущением потерянности и поиском пути назад, глубоко резонировал с ним, что сделало песню «Lost!» идеальным воплощением интроспективного и уязвимого повествования альбома, став его заглавным треком.

## Музыка и текст
«Lost!» — это хип-хоп и рэп-трек, который содержит фанковые биты и быстрый синтезатор. Длительность видеоклипа составляет 5 минут 24 секунды, а на стриминговых платформах — 3 минуты 53 секунды.
Текст песни обладает поэтическим оттенком. В интро RM постоянно спрашивает: «Как ты потерялся?», что задаёт тон всей композиции. По мере развития трека RM оказывается в различных ситуациях с разными людьми, но чувство потерянности и одиночества остаётся неизменным. Песня сочетает в себе радость и печаль, с последним моментом, где RM пытается ухватиться за «серебряное облако», и призывом «выброси это на землю / подними, брось в багажник» (англ. dump it on the ground / pick it up, throw it in the trunk).
Несмотря на бодрый музыкальный фон, внимательное прослушивание текста выявляет меланхоличные нотки, о которых RM намекал с самого начала. Трек заставляет задуматься, хочет ли он сохранить память о своих радостных странствиях или же он запирает их, признавая соблазн снова отпустить себя.

## Чарты
| Чарт (2024)                       | Наивысшая позиция |
| --------------------------------- | ----------------- |
| Мир (Billboard Global 200)        | 68                |
| India International Singles (IMI) | 2                 |
| New Zealand Hot Singles (RMNZ)    | 25                |
| Республика Корея (Circle)         | 127               |

## Музыкальный клип
Сингл был выпущен вместе с музыкальным клипом, созданным под руководством французского режиссёра Ауба Перри, который известен своей работой с The Hives, Гарри Стайлзом и Fontaines D.C..
В начале клипа зрителей встречает надпись «Внутри мозга Намджуна» (англ. Inside Namjoon's brain) и музыка. Это может ввести в заблуждение, так как действие происходит на ток-шоу. Но вскоре всё меняется: героев клипа переносит в лабиринт. Это символизирует, что каждый человек сталкивается с жизненными трудностями, из которых сложно найти выход. Также это напоминает, что мы часто стремимся быть в центре внимания. Появляются новые персонажи, и все они — он. Однако к этому моменту никто не знает, что они всего лишь призраки в его сознании. Они могут быть тем, кто стоит перед камерой, тем, кто за камерой, или теми, кто застрял в лифте с версиями себя. Это может привести к потере идентичности. Блестящее начало приводит нас к финалу, в котором Намджун выбирает себя, а не искушение.
По мнению ABC Rage, это круговая сюжетная линия, проходящая через подсобные помещения сюрреалистичного, пограничного офисного пространства, где зрителей ждёт потусторонняя одиссея по гипнотическим коридорам и иллюзорным изометрическим интерьерам, напоминающим искривлённую эстетику работ Маурица Корнелиса Эшера... если бы они были нарисованы внутри отеля «Хаббо».
В 2025 году клип выиграл «Гран-при» на премии Creative Review Annual Awards, устраиваемой журналом Creative Review, который описал конец клипа так:
Судьба RM решается в игре «камень, ножницы, бумага» с его товарищами, которые формируют человеческую лестницу, ведущую к его возможному побегу. Это отсылает к роли удачи в жизненных возможностях. Тот же уровень детализации, который наблюдается на протяжении всего видео, включен в финальные титры, где представлены имена команды на тщательно изготовленных офисных принадлежностях, таких как устаревшие устройства, документы, кружки и т.д. Композиция затрагивает глубокие экзистенциальные темы, но эти детали, а также хореография и монтаж создают игривую энергию, соответствующую настроению песни.

### Фестивали
| Фестиваль     | Секция                          | Дата показа       | Примечания                            | Ист.   |
| ------------- | ------------------------------- | ----------------- | ------------------------------------- | ------ |
| Каннские львы | Выставка новых авторов          | 20 июня 2024 года | Показ официального музыкального клипа | [ 15 ] |
| SXSW London   | Демонстрация музыкального видео | 5 июня 2025 года  | Показ официального музыкального клипа | [ 16 ] |

### Награды и номинации
| Награда                       | Год  | Категория                                           | Результат         | Ист.   |
| ----------------------------- | ---- | --------------------------------------------------- | ----------------- | ------ |
| AICP Awards                   | 2025 | Операторская работа                                 | Номинация         | [ 17 ] |
| AICP Awards                   | 2025 | Музыкальное видео                                   | Номинация         | [ 17 ] |
| Berlin Commercial Awards      | 2024 | Кинематография                                      | Победа            | [ 18 ] |
| Berlin Music Video Awards     | 2025 | Лучшая концепция                                    | 2-е место         | [ 19 ] |
| Creative Review Annual Awards | 2025 | Гран-при                                            | Победа            | [ 20 ] |
| SXSW Awards                   | 2025 | Конкурс музыкальных клипов                          | Номинация         | [ 21 ] |
| Shark Music Video Awards      | 2025 | Лучшее музыкальное видео — международное            | Победа (Гран-при) | [ 22 ] |
| Shark Music Video Awards      | 2025 | Лучшее видео в стиле R&B / Соул — международное     | Победа            | [ 22 ] |
| Shark Music Video Awards      | 2025 | Лучшая режиссура — международное                    | Победа            | [ 22 ] |
| Shark Music Video Awards      | 2025 | Лучшая цветокоррекция                               | Номинация         | [ 22 ] |
| Shark Music Video Awards      | 2025 | Лучшая операторская работа                          | Номинация         | [ 22 ] |
| Shark Music Video Awards      | 2025 | Лучшие визуальные эффекты на моменте постпродакшена | Номинация         | [ 22 ] |
| D&AD Awards                   | 2025 | Музыкальные клипы — Художественное направление      | Победа            | [ 23 ] |
| D&AD Awards                   | 2025 | Производственный дизайн — Длинный формат            | Победа            | [ 23 ] |
| D&AD Awards                   | 2025 | Кинематография — Длинный формат                     | Победа            | [ 23 ] |
| D&AD Awards                   | 2025 | Направление — Длинная формат                        | В шорт-листе      | [ 23 ] |
| MAMA Awards                   | 2024 | Лучшая музыка в стиле хип-хоп и рэп                 | Номинация         | [ 24 ] |
| MAMA Awards                   | 2024 | Песня года                                          | Лонг-лист         | [ 24 ] |
| Shots Awards EMEA             | 2024 | Музыкальный клип года                               | Номинация         | [ 25 ] |
| UK Music Video Awards         | 2024 | Лучшее альтернативное видео — Международное         | Победа            | [ 26 ] |
| UK Music Video Awards         | 2024 | Лучший дизайн видеоролика                           | Победа            | [ 26 ] |
| UK Music Video Awards         | 2024 | Лучшие визуальные эффекты в видео                   | Номинация         | [ 26 ] |